# Шерна-городок
Шерна-городок — древнерусский город-крепость, находившийся на берегу реки Ширенки к западу от современной деревни Могутово в Щёлковском районе Московской области. Впервые упомянут в духовной грамоте великого князя Дмитрия Ивановича Донского 1389 года, однако первые поселения возникли здесь по данным археологии в XI—XII веках. Вероятно, Шерна-городок являлся укреплённым волостным центром. Он упоминался также в духовных грамотах Ивана III Великого и Ивана IV Грозного.
Могутовское городище возвышается над уровнем реки на 8-10 метров и отделено от плато оврагом и долиной ручья. С напольной южной и юго-западной сторон возвышается оборонительный вал высотой 1-3,5 метра и ров перед ним. Размер городища с учётом окружающих его валов составляет 170х100 метров. Местные жители называют его Балясовой горой. К так называемому Могутовскому аргеологическому комплексу относятся и селища Могутово-1 и Могутово-2 к юго-западу и юго-востоку от городища, представляющие собой древние посады Шерна-городка. Археологами найдены 16 вислых печатей и 12 свинцовых пломб XI—XII веков. Такое количество уникально и значительно превышает количество аналогичных находок в Москве, Владимире и других городах.